# Erin Bode
Erin Bode es una cantante estadounidense. Posee una voz que tiene "una gran pureza, una amplitud perfecta y un impresionante fraseo".

## Biografía
Bode Nació en Wayzata, Minnesota. Mientras era estudiante de instituto, primero en la Lutheran High School South en San Luis, Misuri y después en Instituto de Eureka, Misuri (dónde se gradúa en 1995), Bode destaca tocando la trompeta (la cual toma prestada de su hermano mayor) y actuado en dieciséis producciones de teatro.
Continua sus estudios en la Universidad de Minnesota antes de trasladarse a la Webster University, mientras actúa con la Orquesta Sinfónica de San Louis durante tres temporadas. Fue influida por la pianista/cantante de jazz Christine Hitt, una profesora de Webster, quién introdujo a Bode en el jazz y a menudo la invitó a cantar en algunas actuaciones en el área. Su primer espectáculo fue en el Misuri Athletic Club. Bode se graduó en música y lenguas extranjeras (italiano y francés) y se especializa en música clásica durante su estancia en Webster.
Bode se quedó en la zona tras su graduación y produjo su primer álbum de estudio, Requests, en 2001. El álbum atrajo bastante atención local, debido en parte a una versión del tema Time After Time de Cyndi Lauper. A continuación firma por el sello de jazz de San Luis MAXJAZZ.

## Erin Bode Trio
Su banda, el Erin Bode Trío, fue formado durante su tiempo en Webster y en sus principios lo formaron diversos músicos de paso en la universidad. El grupo se consolidó en 2003 antes del registro de su primer álbum de estudio importante para Max Jazz. Entonces el grupo consta del pianista Adam Maness, el batería Derrek Phillips y el bajista Syd Rodway,  marido de Bode. Maness es también coletrista, junto con Bode. La banda ha grabado dos álbumes con Max Jazz, en 2004 es Don't Take Your Time y en 2006 es Over and Over, que logró la posición 17 en la lista de Álbumes de Jazz de Billboard en 2006. Bode También ha grabado con Peter Martin y Rick Recht.

## Discografía
- 2001 Requests — autoproducido
- 2004 Don't Take Your Time — MAXJAZZ
- 2006 Over and Over — MAXJAZZ
- 2008 The Little Garden — Native Language
- 2008 A Cold December Night — Native Language
- 2010 Photograph – Canyon/Distribution 13
- 2013 Be Still My Soul — autoproducido

- 2016 Here and Now